# Andrés Manuel López Obrador
Andrés Manuel López Obrador (1953. november 13. –) mexikói politikus, 2018 és 2024 között Mexikó elnöke.

## Kezdetek
1953-ban született a dél-mexikói Tabasco állam Macuspana községéhez tartozó Tepetitán nevű faluban. A mexikóvárosi Mexikói Nemzeti Autonóm Egyetemen szerzett diplomát politikatudományból és közigazgatásból. Politikai pályáját 1976-ban kezdte, amikor támogatta Carlos Pellicier költő tabascóiszenátor-jelöltségét. 1977-ben a Tabascói Indiánintézet igazgatója lett, és a környékbeli csontál indiánok érdekében fejtett ki tevékenységet. 1984-ben visszatért a fővárosba, és a Nemzeti Fogyasztói Intézet egyik vezető tisztségébe került. Ebből az időszakból származik két könyve, a Los primeros pasos (Az első lépések) és a Del esplendor a la sombra (A ragyogástól az árnyékig) című.

## Politikai pályafutása
López Obrador az akkortájt szinte állampártként funkcionáló Intézményes Forradalmi Pártban (Partido Revolucionario Institucional, PRI) kezdte politikai karrierjét, de 1988-ban kilépett a pártból és csatlakozott Cuauhtémoc Cárdenas ellenzéki választási koalíciójához. Még ebben az évben sikertelenül indult Tabasco kormányzói tisztségéért.
1989-ben Cárdenasszal és néhány másik politikussal együtt megalapította a Demokratikus Forradalom Pártját (Partido de la Revolución Democrática, PRD), melynek tabascói elnöke lett. 1996-tól 1999-ig a PRD országos elnöki feladatát látta el, és sikeresen építette a pártot, amely sikeresen szerepelt a helyi önkormányzati és szövetségi állami szinten.
2000-ben megválasztották a Mexikói Szövetségi Körzet vezetőjének (Jefe del Gobierno del Distrito Federal).
2006-ban indult a mexikói elnökválasztáson, de azt csekély többséggel a Nemzeti Akció Párt jelöltje Felipe Calderón nyerte meg.
López Obrador 2012-ben ismét indult az elnökválasztáson, de megint alulmaradt; ezúttal a PRI jelöltje, Enrique Peña Nieto lett a győztes. Miután a PRD a következő években támogatta Peña Nieto gazdaságpolitikáját, López Obrador szakított korábbi pártjával, és megalapította a Nemzeti Újjászületési Mozgalom nevű baloldali pártot, amelynek vezetője és elnökjelöltje lett.
A 2018-as elnökválasztáson elsöprő győzelmet aratott: több mint 30 százalékponttal több szavazatot szerzett, mint a második helyezett Ricardo Anaya Cortés. 2018. december 1-jén beiktatták elnöki hivatalába.